# IC 4113
IC 4113 ist eine Spiralgalaxie vom Hubble-Typ Sa im Sternbild Coma Berenices am Nordsternhimmel.
Das Objekt wurde am 27. Januar 1904 vom Astronomen Max Wolf entdeckt.